# Sfânta Monica
Sfânta Monica (n. 332 d.Hr., Thagaste, Franța – d. 387 d.Hr., Ostia, Imperiul Roman) a fost o creștină din Africa de Nord, mama filozofului și teologului Augustin de Hipona. Ea este venerată în Bisericile Catolică și Ortodoxă, deși în zile de sărbătoare diferite, pentru virtuțile ei, pentru suferința cauzată de adulterul soțului ei și pentru viața ei plină de rugăciune. Figura Sfintei Monica este evocată pe larg în Confesiuni.

## Viața
Se presupune că Monica s-a născut în Thagaste (actualul Souk Ahras, Algeria). Se crede că ea a fost berberă pe baza numelui ei. Ea s-a căsătorit devreme cu Patricius, un păgân decurion, în Thagaste. Aparent Patricius avea un temperament violent și obiceiuri destrăbălate; se pare că mama lui a manifestat comportamente similare. Milostenia, faptele și obiceiurile de rugăciune ale Monicăi l-au enervat pe Patricius, dar se spune că a tratat-o mereu cu respect.
Monica a avut trei copii care au supraviețuit copilăriei: doi fii, Augustin și Navigius, și o fiică, „Perpetua” de Hipona. Neputând să le asigure botezul, ea s-a întristat foarte mult când Augustin s-a îmbolnăvit. În nefericirea ei, ea i-a cerut lui Patricius să-i permită ca Augustin să fie botezat; el a fost de acord, dar apoi și-a retras acest consimțământ când băiatul și-a revenit.
Dar ușurarea Monicăi la recuperarea lui Augustin s-a transformat în anxietate, deoarece acesta își petrecea greșit viața renăscută fiind neînfrânat și, după cum spune el însuși, leneș. În cele din urmă, a fost trimis la școală la Madauros. Avea 17 ani și studia retorica la Cartagina când a murit Patricius.
Augustin devenise maniheu la Cartagina. Când, la întoarcerea sa acasă, și-a împărtășit părerile cu privire la maniheism, Monica l-a alungat de la masa ei. Cu toate acestea, se spune că a avut o viziune care a convins-o să se împace cu el.

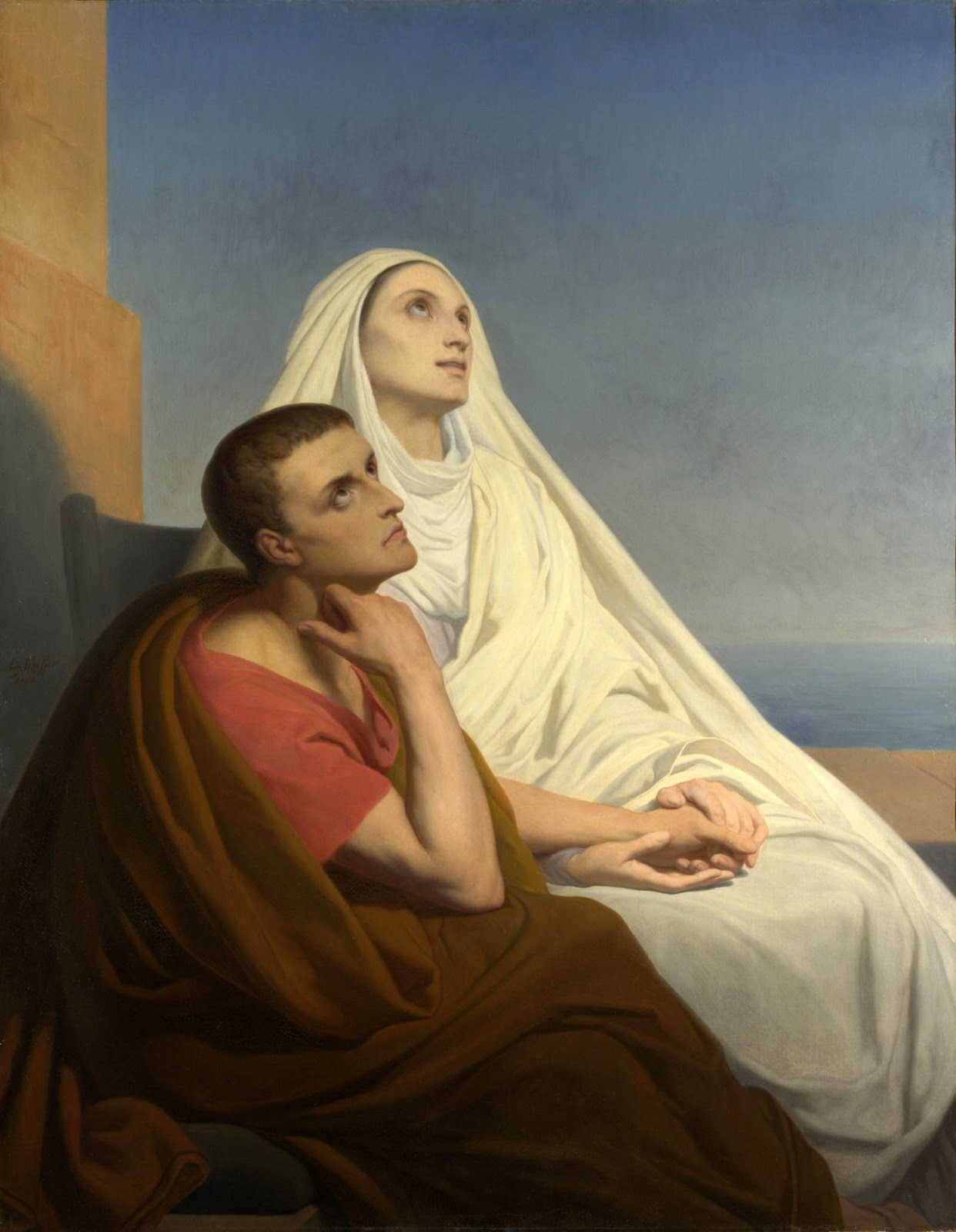
Sfântul Augustin și mama sa, Sfânta Monica, de Ary Scheffer (pictură din 1846)

În acest moment ea a vizitat un anumit episcop (nenumit) care a consolat-o cu cuvintele: „copilul acelor lacrimi nu va pieri niciodată”. Monica și-a urmat fiul rătăcit la Roma, unde se dusese în secret; când ea a sosit, el plecase deja la Milano, dar ea l-a urmat din nou. Aici ea l-a găsit pe Ambrozie și prin el l-a câștigat în cele din urmă pe Augustin, acesta convertindu-se la creștinism după 17 ani de rezistență.

În cartea sa Confesiuni, Augustin a scris despre o practică deosebită a mamei sale în care aceasta „a adus la anumite rugăciuni, aduse în memoria sfinților, daruri de terci, pâine, apă și vin”. Când s-a mutat la Milano, episcopul Ambrozie i-a interzis să folosească ofranda de vin, deoarece „ar putea fi un prilej de lăcomie pentru cei cărora li s-a dat deja să bea”. Deci Augustin a scris despre ea:
„În locul unui coș plin cu roade ale pământului, ea învățase să aducă la rugăciunile martirilor o inimă plină de cereri mai curate și să dea săracilor tot ce putea – pentru ca împărtășirea cu trupul Domnului să poată să fie sărbătorită în mod corect în acele locuri unde, după exemplul patimii Sale, martirii fuseseră jertfiți și încununați.”
Monica și fiul ei au petrecut șase luni liniștite la Rus Cassiciacum (azi Cassago Brianza), după care Augustin a fost botezat de Ambrozie în biserica Sfântul Ioan Botezătorul din Milano. Monica și Augustin au plecat în Africa și au pornit în călătoria lor, oprindu-se la Civitavecchia și la Ostia. Aici a murit Monica, iar durerea lui Augustin i-a inspirat Confesiunile.

## Sărbătorirea

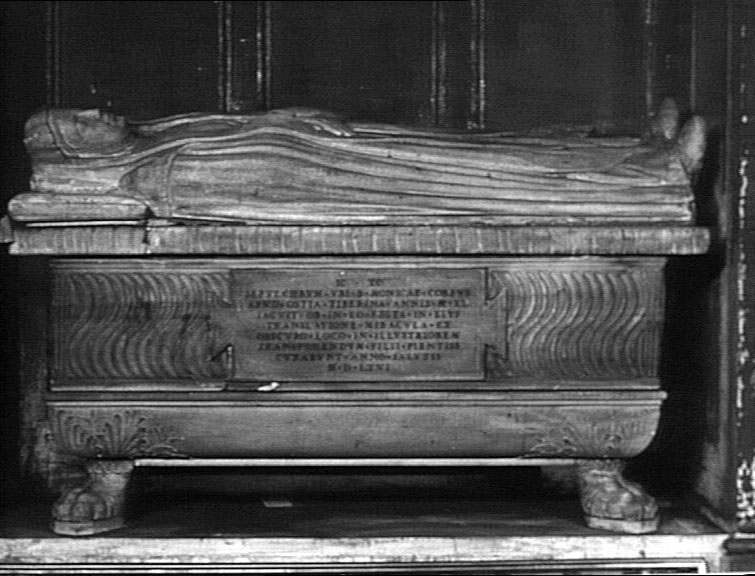
Mormântul Sfintei Monica, Basilica di Sant'Agostino, Roma

Monica a fost înmormântată la Ostia și la început părea să fi fost aproape uitată, deși trupul ei a fost dus în secolul al VI-lea într-o criptă ascunsă din biserica Santa Aurea din Ostia. Monica a fost înmormântată lângă mormântul Aurea din Ostia. Cavoul ei a fost ulterior transferat la Basilica di Sant'Agostino, Roma.
Anicius Auchenius Bassus a scris epitaful funerar al Monicăi, care a supraviețuit în manuscrisele antice. Piatra propriu-zisă pe care a fost scris a fost redescoperită în vara anului 1945 în biserica Santa Aurea. Fragmentul a fost descoperit după ce doi băieți săpau o groapă pentru a planta un stâlp de fotbal în curtea de lângă Santa Aurea.

O traducere din latină de Douglas Boin spune:
„Aici cea mai virtuoasă mamă a unui tânăr și-a pus cenușa, o a doua lumină a meritelor tale, Augustine. Ca preot, slujind legile cerești ale păcii, ai învățat [sau, îi înveți] pe oamenii care s-au încredințat caracterului tău. O glorie mai mare decât lauda rezultatelor voastre vă încununează pe amândoi – Mama Virtuților, mai fericită datorită progeniturii ei.”
În secolul al XIII-lea însă, cultul Sfintei Monica a început să se răspândească și s-a ținut o sărbătoare în cinstea ei pe 4 mai. În 1430 papa Martin al V-lea a ordonat ca moaștele să fie aduse la Roma. Se spune că pe drum au avut loc multe minuni, iar cultul Sfintei Monica a fost adoptat definitiv. Mai târziu arhiepiscopul de Rouen, Guillaume d'Estouteville, a construit o biserică la Roma în onoarea lui Augustin, Basilica di Sant'Agostino, și a depus moaștele Sfintei Monica într-o capelă din stânga altarului mare. Însă oficierea Sfintei Monica nu pare să-și fi găsit loc în Breviarul Roman înainte de secolul al XVI-lea.
În 1934, în orașul olandez Utrecht, a fost înființat ordinul „Zusters Augustinessen van Sint-Monica”, care oferea asistență socială, oferind un adăpost pentru femeile cu sarcini nedorite sau femeile care erau victimele violenței domestice sau abuzului. Surorile au înființat și o serie de școli primare. În perioada lor de glorie ordinul avea șase mănăstiri - în Amsterdam, Utrecht, Sittard, Maastricht, Hilversum și Arnouville la periferia Parisului. De când mănăstirea Hilversum, Orașul lui Dumnezeu, a fost închisă în 2014, doar Utrecht rămâne ca un cămin de odihnă pentru bătrâni al surorilor și Casella, un refugiu din pădurea de lângă Hilversum, unde tinerii sunt încă bineveniți pentru o ședere meditativă.

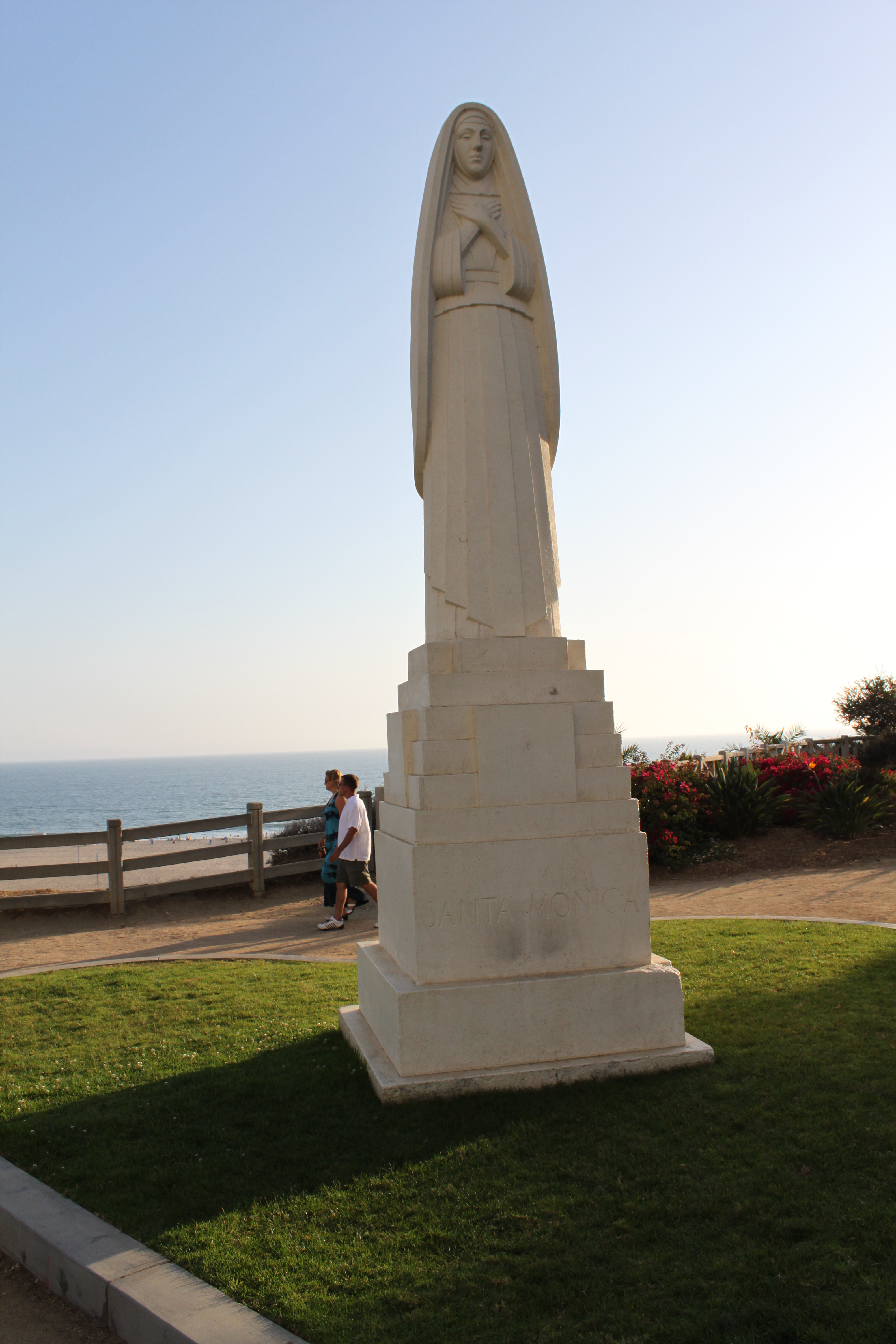
Statuia Sfintei Monica din Santa Monica, California

Orașul Santa Monica din California îi poartă numele, fiind complementar cu orașul St. Augustine (cel mai vechi oraș din Statele Unite ale Americii). O legendă spune că în secolul al XVIII-lea Părintele Juan Crespí a numit un izvor local Las Lágrimas de Santa Mónica („Lacrimile Sfintei Monica”; astăzi cunoscut sub numele de Serra Springs), care amintea de lacrimile pe care Monica le-a vărsat din cauza impietății din tinerețe a fiului ei. Totuși, așa cum este consemnat în jurnalul său, Crespí a numit de fapt locul San Gregorio. Ceea ce se știe cu siguranță este că în anii 1820 numele Santa Monica era folosit și prima sa mențiune oficială a avut loc în 1827 sub forma unui permis de pășunat. Există o statuie a acestei sfinte în Parcul Palisadelor din Santa Monica făcută de sculptorul Eugene Morahan; a fost finalizată în 1934.
Sfânta Monica este cinstită în Biserica Ortodoxă, Anglicană și în cea Episcopală pe 4 mai.

## În cultura populară
Patricia McGerr i-a ficționat viața în romanul din 1964 My Brothers, Remember Monica: A Novel of the Mother of Augustine.
În filmul din 2010 Sant'Agostino Sfânta Monica este interpretată de actrița italiană Monica Guerritore.
În oratoriul La conversione di Sant'Agostino (1750) compus de Johann Adolph Hasse (pe un libret al ducesei Maria Antonia de Bavaria) rolul Monicăi în convertirea fiului ei Augustin este dramatizat.
În poemul său „Confesional”, Frank Bidart compară relația dintre Monica și fiul ei Augustin cu relația dintre vorbitorul poemului și mama sa.
În „The Angel of Warning”, al cincilea episod din sezonul 3 al serialului TV Evil, David explică că Monica era neagră, deși este în mod tradițional portretizată ca albă în arta religioasă. În cel de-al zecelea episod al sezonului 3, el se roagă la Sfânta Monica în timp ce face jogging după o apariție demonică a unei ispite sexuale sub forma colegei sale Kristen. El continuă să se roage pentru izbăvirea de ispite și are o viziune cu Sfânta Monica.

## Galerie de imagini

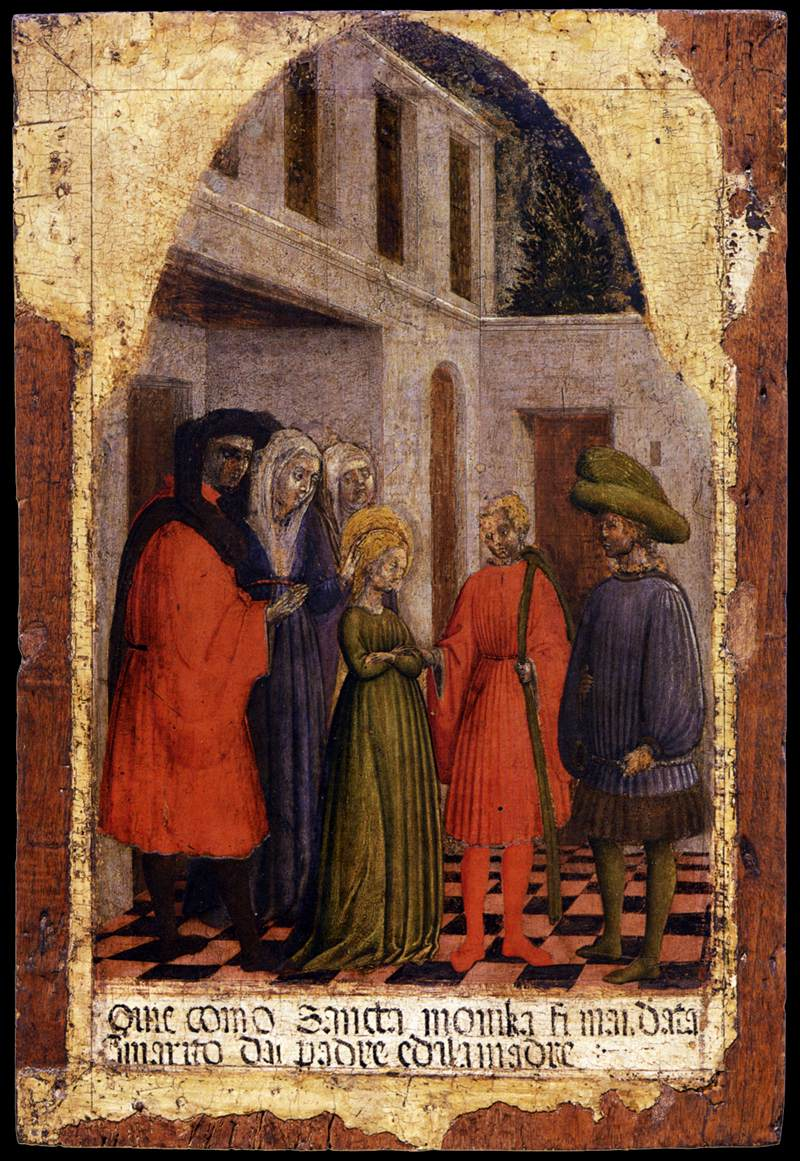
Căsătoria Sfintei Monica de Antonio Vivarini, 1441
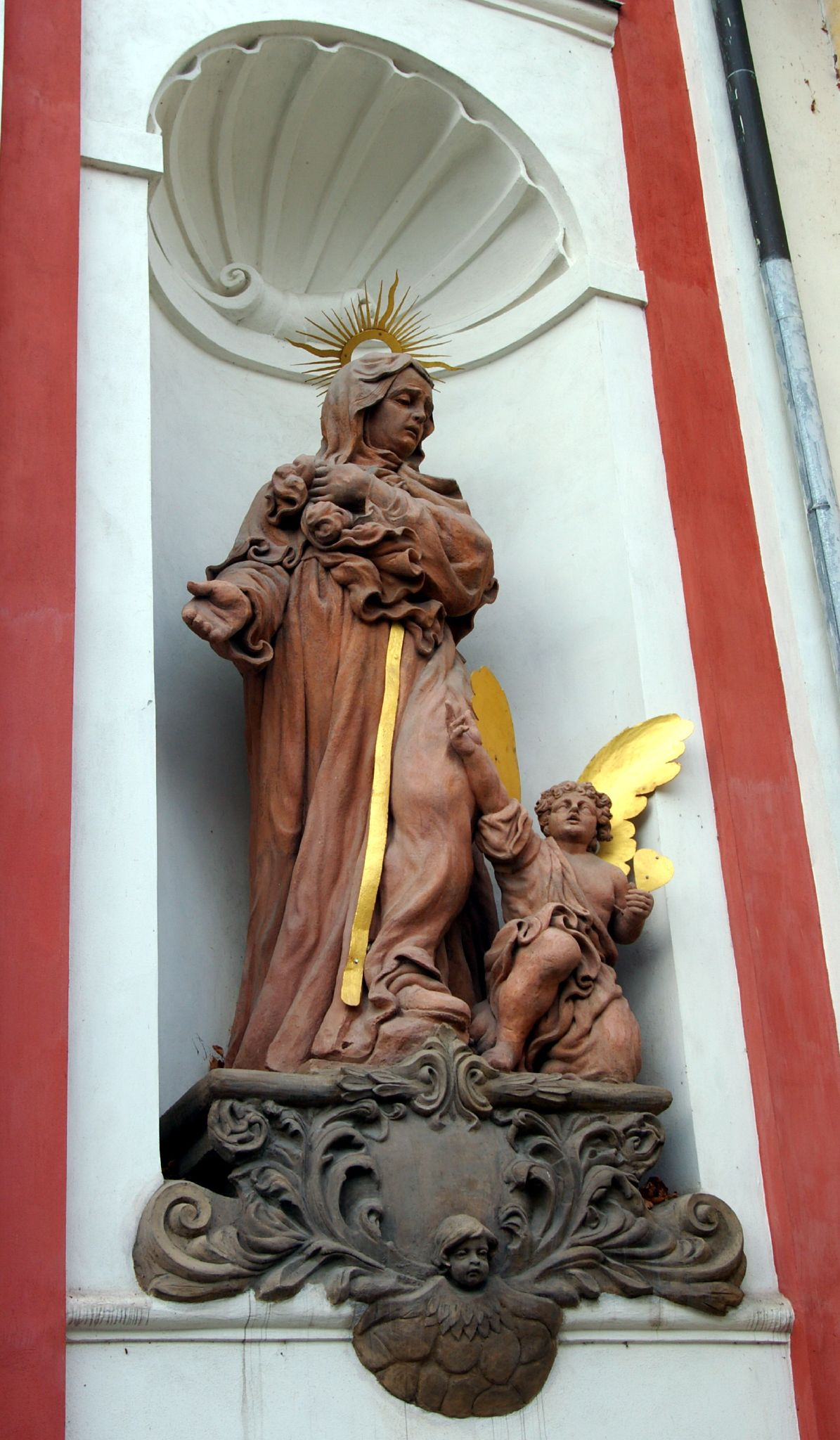
Statuia Sfintei Monica pe fațada unei foste biserici augustiniene din Tábor, Republica Cehă, c. 1700
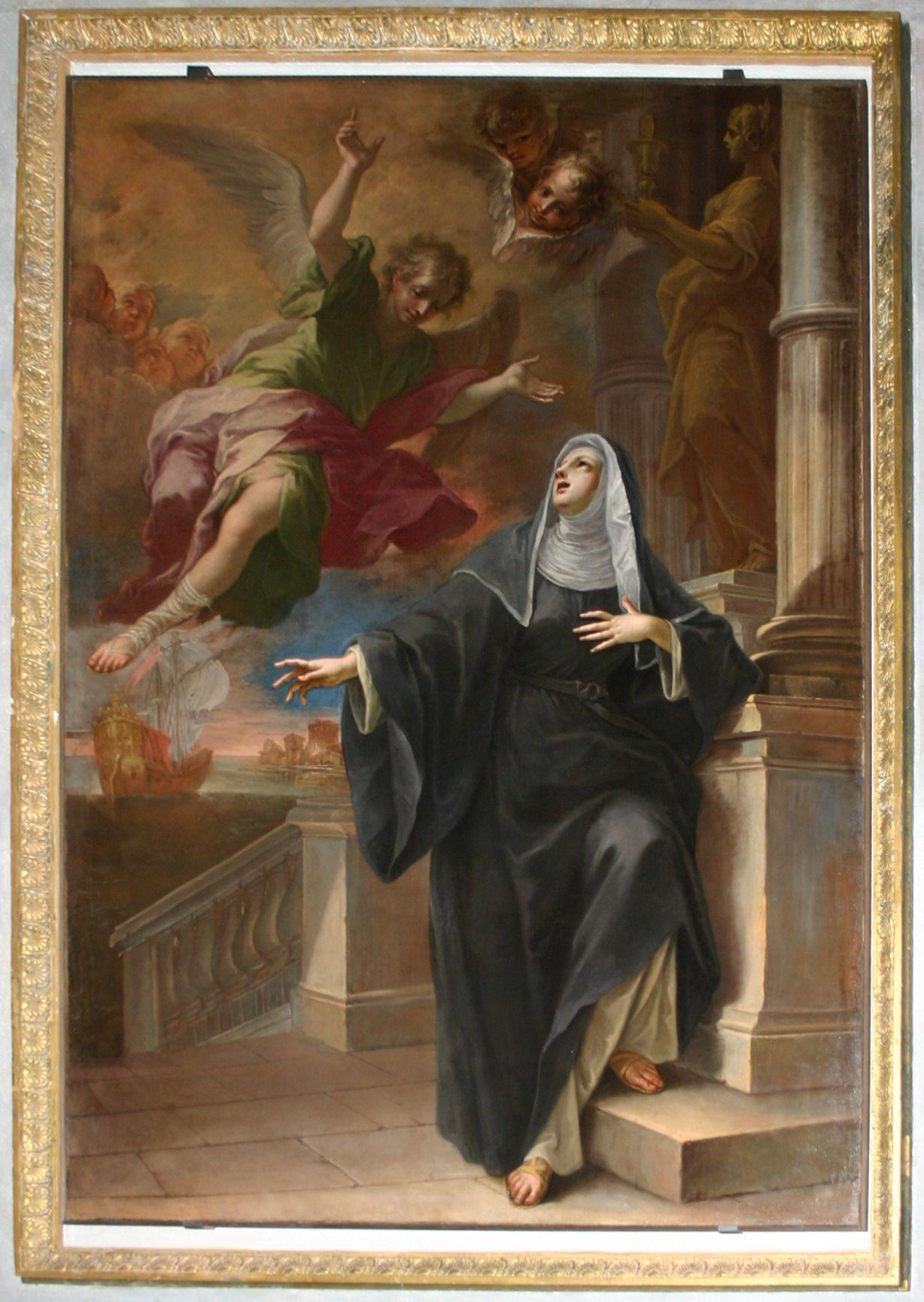
Îngerul i se arată Sfintei Monica de Pietro Maggi, 1714
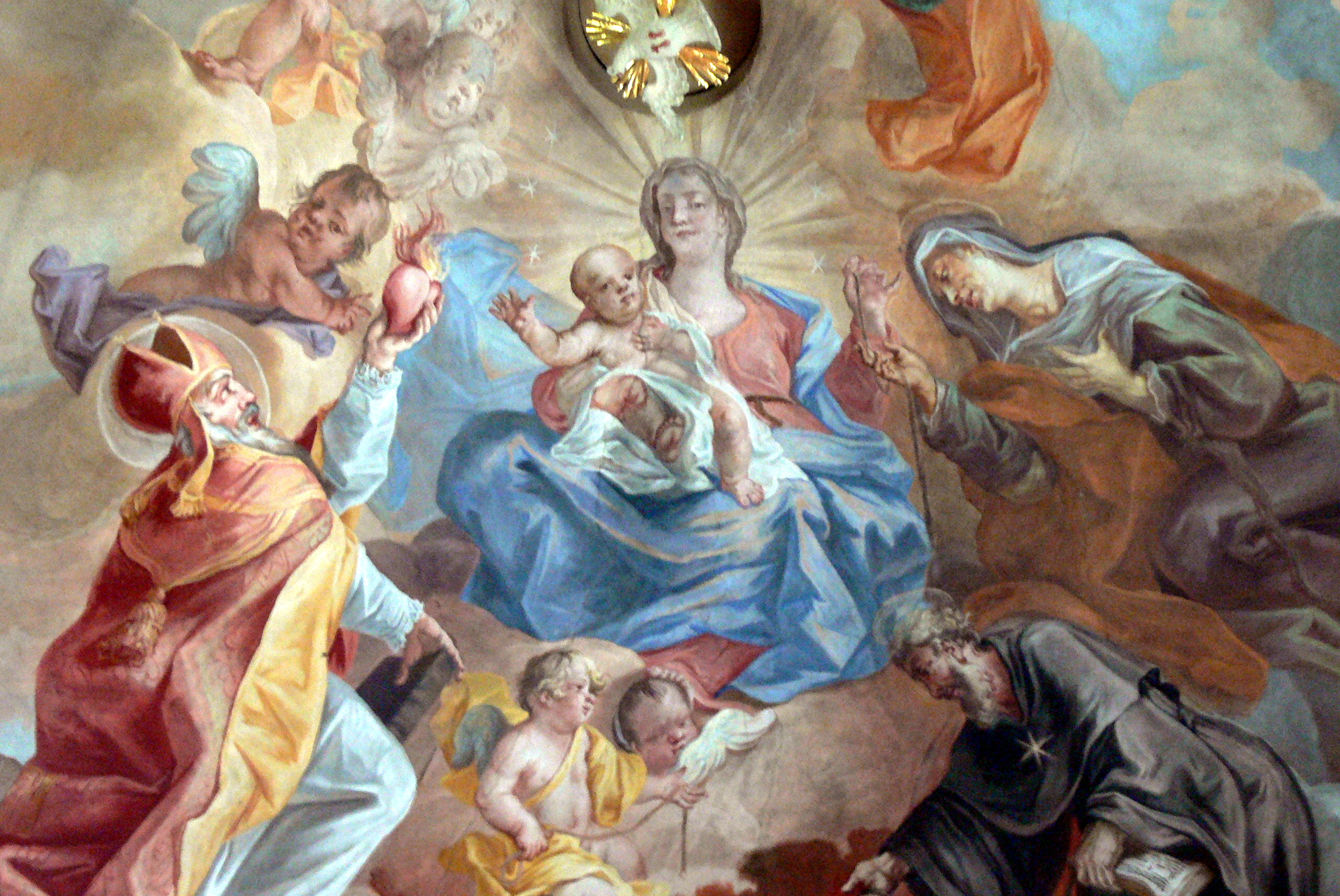
Frescă de Simon Benedikt Faistenberger, 1749